# Polyasparaginsäureester
Polyasparaginsäureester, (Polyaspartate, Polyaspartics) kurz oft auch Asparaginester genannt, ist eine Bezeichnung für eine Gruppe von Verbindungen, die als Reaktionskomponenten in „Very High Solids“ 2-Komponenten-Polyurethan-Lacken verwendet werden. 
Der Vorteil dieser Verbindungen liegt in der niedrigen Viskosität und der schnellen Antrocknung bzw. Reaktivität.

## Herstellung und chemische Konstitution
Die Polyasparaginsäureester werden durch Addition eines primären Diamins H2N–R’–NH2 an die Doppelbindung von zweier Moleküle der Fumarsäure- oder Maleinsäurediester hergestellt. Die allgemeine Struktur ist:
Es sind genauer bis-N,N′-substituierte Asparaginsäurediester. Über die Substituenten R (Alkyl-) und R’ (Cycloalkylen-) sind vielfältige Variationen möglich.
Aufgrund der sterischen Hinderung durch die Estergruppen sowie deren −I-Effekt, der die Elektronendichte am Stickstoffatom verringert, sind die Aminogruppen in ihrer Reaktivität gegenüber Isocyanaten, die Härterkomponenten im Polyurethanlack, eingeschränkt. Über die Größe der aliphatischen Reste R lässt sich somit die Reaktivität einstellen. 
Auch wenn die Reaktionsprodukte aus Asparaginsäureestern und Polyisocyanaten häufig als Polyurethane bezeichnet werden, handelt es sich tatsächlich um Polyharnstoffe.

## Anwendung
Eingesetzt werden Polyasparaginsäureester in Kombination mit Polyisocyanaten vor allem in Industrielackbereich einschließlich Großfahrzeuglackierung und im Korrosionsschutz. Aufgrund der niedrigen Viskositäten sind die Lacke im Vergleich zu Standardsystemen sehr lösemittelarm zu formulieren und damit als umweltfreundlich, d. h. niedrige VOC-Werte, einzustufen. Die Asparaginsäureester schließen eine Lücke zwischen OH-funktionellen Komponenten wie Polyestern oder Acrylaten und aminogruppenhaltigen Reaktivkomponenten. Während Erstere vergleichsweise reaktionsträge gegenüber den eingesetzten Isocyanaten sind, hohe Lösemittelgehalte und entsprechend lange Trocknungszeiten in den Lackformulierungen aufweisen oder unter Temperierung ausgehärtet werden, sind letztere extrem schnell in der Reaktion und können nur über spezielle Mischkopfanlagen appliziert werden. Asparaginsäureester weisen dagegen ein ausgewogenes Verhältnis von Topfzeiten und geringen Emissionen auf. Zusammen mit niedrigviskosen Polyisocyanaten sind Formulierungen mit VOC-Werten von 250 g/l erzielbar.
Die Produkte sind als 90–100%ige Flüssigkeiten, mit einem Viskositätsbereich von 100 bis 1500 mPa·s, unter der Bezeichnung Desmophen NH (Hersteller Covestro) im Handel zu finden. 
Unter thermischer Belastung reagieren Additionsprodukte aus Asparaginsäureestern und Diisocyanaten unter Ringschluss und Kondensation zu Polyhydantoinen, hochtemperaturbeständigen Polymeren. Dieses Verhalten wurde u. a. zur Herstellung von Elektroisolierlacken genutzt.